# Portrait du général Nicolas Philippe Guye
Le portrait du général Nicolas Philippe Guye est une huile sur toile peinte par Francisco de Goya en 1810 et conservée à Richmond au musée des beaux-arts de Virginie. Il représente Nicolas Philippe Guye, général napoléonien qui conseillait Joseph Napoléon en Espagne durant l’occupation de ce pays par le premier empire. Goya peignit en même temps le portrait de son neveu, le jeune Victor Guye.

## Analyse
Le général est assis, pris le vif, le corps n’est pas appuyé contre le dos de son fauteuil. Il observe le spectateur, qui semble le déranger. Son air est mélancolique. Il croise les jambes et appuie ses deux mains sur son bicorne. Il est élégamment vêtu de son uniforme militaire d’où se détachent ses nombreuses décorations, notamment la croix de Commandeur de l’ordre Royal d’Espagne.
Le fond est sombre, l’uniforme est noir et contrastent vivement avec les dorures de son uniforme, le rouge du ruban qui soutient sa croix et le blanc de son pantalon.

## Annotations
La toile est marquée au dos 

« Sor Dn Nicolas Guye, Marquis de Rio-Milanos, Général Aide de Camps de S.M. Catholique, Membre de la Légion d'Honneur de l'Empire Français, Commandeur de l'Ordre des Deux-Siciles et Commandeur de l'Ordre Royal de'Espagne, etc. Né à Lons-le-Saunier (Jura) le I er mai 1773. Donné à Vincent Guye, son frère. A Madrid, le Ier octobre 1810 Pintado por Goya »